# Rodney Williams
Sir Rodney Errey Lawrence Williams är sedan 14 augusti 2014 Antigua och Barbudas generalguvernör.